# Фрањо Гажи
Фрањо Гажи (Хлебине, код Копривнице, 13. фебруар 1900 — Загреб, 15. новембар 1964) био је учесник Народноослободилачке бробе и друштвено-политички радник НР Хрватске

## Биографија
Рођен је 1900. године у Хлебинама. Био је члан Хрватске сељачке странке, а од 1935. године председник котарске организације ХСС-а у Копривници.
Јула 1943. године прикључио се Народноослободилачком покрету Југославије. Био је један од вођа дела ХСС-а ккоја је давала пуну подршку Народноослободилачком покрету. Заједно с Божидаром Маговцем основао је Извршни одбор ХСС-а. Био је већник ЗАВНОХ-а и АВНОЈ-а и члан њихових Председништава од пролећа 1944. године. Под његовим вођством Извршни одбор ХСС-а био је преименован је у Хрватску републиканску сељачку странку (ХРСС). Августа 1944. године постао је потпредседник АВНОЈ-а.
Био је потпредседник НКОЈ-а од 30. августа 1944, затим посланик у Привременој народној скупштини и Уставотворној скупштини ФНРЈ, где је био потпредседник Президијума њеног Савезног дома. Такође је био посланик у Народној скупштини ФНРЈ и Сабору НР Хрватске, где је био члан његовог Президијума у два мандата. Био је и потпредседник Народне владе Хрватске (1945–1953), потпредседник Извршног одбора Народног фронта Југославије и Извршног одбора Народног фронта Хрватске те члан Председништва Савезног одбора Савеза удружења бораца Народноослободилачког рата Југославије.
Умро је 1964. године у Загребу и сахрањен на загребачком гробљу Мирогој.
Носилац је Ордена народног ослобођења и Ордена заслуга за народ.